# Makata

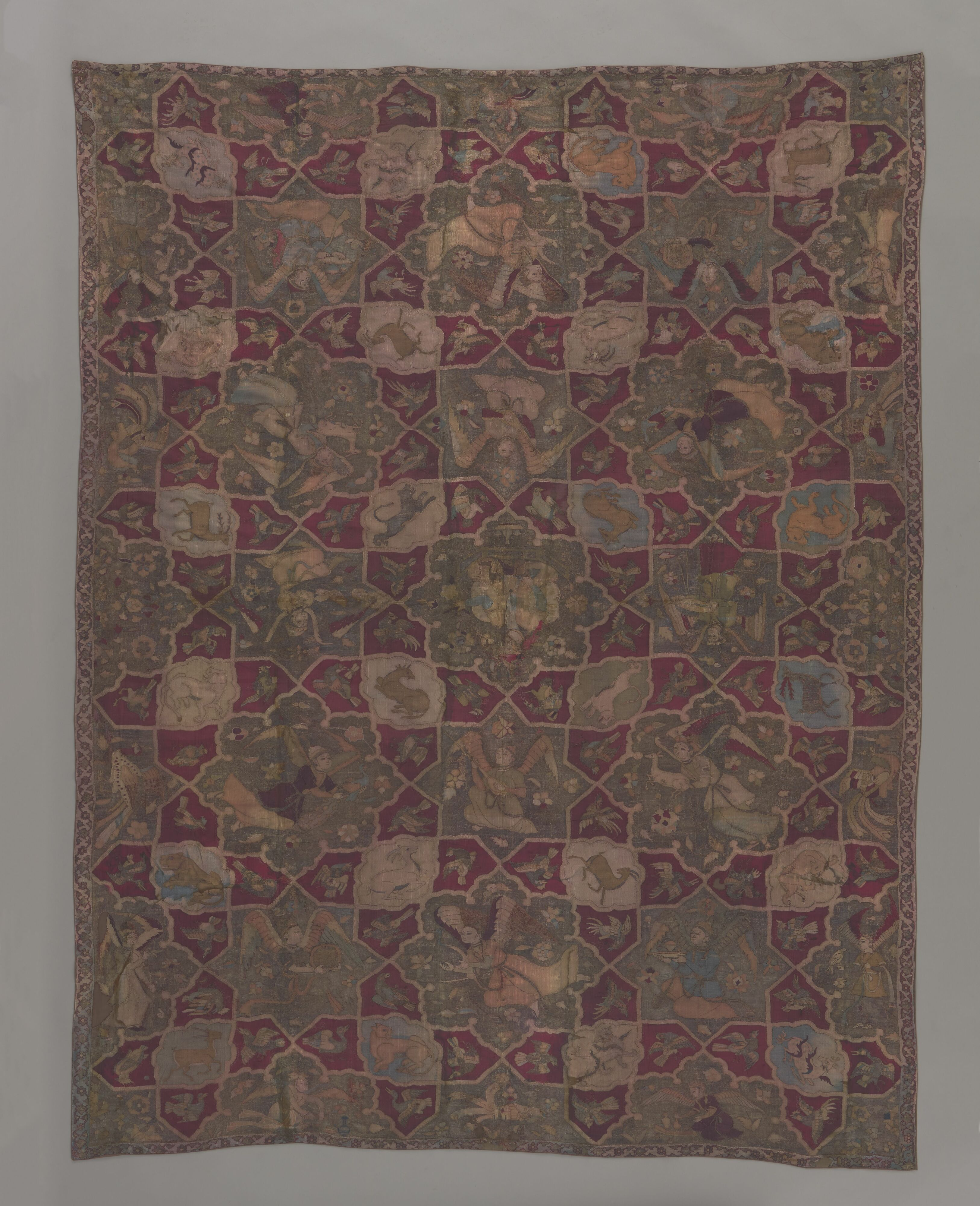
Makata perska, XVI wiek

Makata (arab. mak ad - nakrycie lub siedzenie) – dekoracyjna tkanina jedwabna przetykana złotą lub srebrną nicią (złotolita lub srebrnolita) o stylizowanych wzorach roślinnych (głównie kwiaty – goździk, tulipan, róża), architektonicznych  (np. motyw mihrabu) lub geometrycznych, wykonana w różnych technikach tkackich (m.in.broszowania lub lansowania). Spotyka się również makaty zdobione haftem lub aplikacją, wykonane barwnymi jedwabiami na jedwabnej tkaninie.
Wytwarzana w krajach Bliskiego Wschodu, głównie w Turcji i Persji w XVII i XVIII wieku, gdzie zawieszano ją na ścianach w domach i w namiotach (tzw. makaty namiotowe) i przykrywano nimi meble, używano jej też do oblekania poduszek lub materacy.
 
Na Dalekim Wschodzie makaty produkowano w Chinach, gdzie występowały symboliczne przedstawienia zwierząt związane z chińską mitologią.

W Polsce makatę wytwarzano w XVIII wieku najpierw w pracowniach dworskich, później, także w XIX wieku w manufakturach tkackich  w Grodnie, Buczaczu, w Brodach, w Krakowie i używano jako kotary, serwety, obicia ścian oraz na namioty. Makaty z haftowanymi kartuszami herbowymi zdobiły często ściany dworów.

## Makaty buczackie
Adam Potocki wspólnie z synami (m.in. Oskarem) przyczynił się do rozwoju rzemiosła tkackiego w Buczaczu, gdzie w połowie XIX w. sprowadził tkaczy. W manufakturach zwanych persjarniami, wytwarzano pasy kontuszowe  w technice taqueté façonné. Powstawały również makaty buczackie, tkaniny z lnu, bawełny, jedwabiu oraz materiał na żupany.  Makaty buczackie początkowo dekorowane były wzorami geometrycznymi na wzór makat wschodnich przez sprowadzonych przez Oskara tkaczy ormiańskich. Później pojawiły się stylizowane motywy roślinne przypominające wzory znane z pasów kontuszowych. Wyroby były zaprezentowane na  Powszechnej Wystawie Krajowej we Lwowie (1894). Jedną z makat z wystawy otrzymała arcyksiężna Maria Teresa Habsburg. Ozdoba trafiła do  pałacu Karola Ludwika w Wiedniu, znajdującego się przy Favoritenstrasse 7.  Na początku XX wieku manufakturę prowadził Artur Potocki (1843-1917) syn Adama. Wyroby manufaktury były sygnowane naszywkami z wytkanym herbem Pilawa Potockich i nazwą manufaktury „Buczacz”. Za czasów kierownictwa Artura obok herbu pojawiły się inicjały „A.P.”. Na Międzynarodowej Wystawie Sztuki Dekoracyjnej i Wzornictwa w Paryżu (1925) i Wystawie Powszechnej w Chicago (1933) makaty z „Pracowni Tkaniny Dekoracyjnej hr. Artura Potockiego w Buczaczu”, otrzymały złoty medal. Pracownia w Buczaczu działała do 1939 roku.